# Ennomos sinica
Ennomos sinica là một loài bướm đêm trong họ Geometridae.